# Итальянское геологическое общество
Итальянское геологическое общество (итал. Società Geologica Italiana (SGI) — Геологическое общество Италии) — старейшая в Италии научная ассоциация (с 1881), объединяющая учёных, занимающихся науками о Земле.

## История
Основано 29 сентября 1881 года в Болонье во время II Международного геологического конгресса.
Среди основателей были одни из самых известных геологов Италии: Джованни Каппеллини, Де Стефани, Джузеппе Мененини, Квинтино Селла, Тарамелли.

## Деятельность общества
Основной деятельностью общества является организация симпозиумов и издательская деятельность.
Издания, публикуемые обществом, включают:
- Бюллетень Итальянского геологического общества (итал. Bollettino della Società Geologica Italiana); издаётся с 1882 года.
- Доклады Итальянского геологического общества (итал. Memorie della Società Geologica Italiana)
- Отчёт Итальянского геологического общества (итал. Rendiconti della Società Geologica Italiana)

## Руководство
Президенты общества, по году избрания:
- 1882 — Менегини, Джузеппе
- 1883, 1886, 1889, 1894, 1902 — Капеллини, Джованни
- 1884 — Стопани, Антонио (Antonio Stoppani)
- 1896 — Стефани де, Карло (Carlo De Stefani)
- 2007 — Форезе, Карло Везель (Forese Carlo Wezel)